# Чемпіонат Німеччини з футболу 1996—1997: Бундесліга
Сезон Бундесліги 1996–1997 був 34-им сезоном в історії Бундесліги, найвищого дивізіону футбольної першості Німеччини. Він розпочався 16 серпня 1996 і завершився 31 травня 1997 року. Діючим чемпіоном країни була дортмундська «Боруссія».

## Формат змагання
Кожна команда грала з кожним із суперників по дві гри, одній вдома і одній у гостях. Команди отримували по три турнірні очки за кожну перемогу і по одному очку за нічию. Якщо дві або більше команд мали однакову кількість очок, розподіл місць між ними відбувався за різницею голів, а за їх рівності — за кількістю забитих голів. Команда з найбільшою кількістю очок ставала чемпіоном, а три найгірші команди вибували до Другої Бундесліги.

## Зміна учасників у порівнянні з сезоном 1995–96
«Кайзерслаутерн», «Айнтрахт» (Франкфурт-на-Майні) і «Юрдінген 05» за результатами попереднього сезону вибули до Другої Бундесліги. На їх місце до вищого дивізіону підвищилися «Бохум», «Армінія» (Білефельд) і «Дуйсбург».

## Команди-учасниці
| Клуб                       | Місто         | Стадіон                 | Вміщує |
| -------------------------- | ------------- | ----------------------- | ------ |
| «Армінія» (Білефельд)      | Білефельд     | Білефельд Альм          | 22,512 |
| «Бохум»                    | Бохум         | Воновія Рурштадіон      | 36,344 |
| «Вердер»                   | Бремен        | Везерштадіон            | 36,000 |
| «Боруссія» (Дортмунд)      | Дортмунд      | Зігналь Ідуна Парк      | 55,000 |
| «Дуйсбург»                 | Дуйсбург      | Ведауштадіон            | 30,128 |
| «Фортуна» (Дюссельдорф)    | Дюссельдорф   | Райнштадіон             | 55,850 |
| «Фрайбург»                 | Фрайбург      | Баденова-Штадіон        | 22,500 |
| «Гамбург»                  | Гамбург       | Фолькспаркштадіон       | 62,000 |
| «Карлсруе»                 | Карлсруе      | Вільдпаркштадіон        | 33,800 |
| «Кельн»                    | Кельн         | Рейн Енергі Штадіон     | 55,000 |
| «Баєр 04»                  | Леверкузен    | БайАрена                | 22,500 |
| «Боруссія» (Менхенгладбах) | Менхенгладбах | Бекельбергштадіон       | 34,500 |
| «Мюнхен 1860»              | Мюнхен        | Олімпіаштадіон          | 63,000 |
| «Баварія» (Мюнхен)         | Мюнхен        | Олімпіаштадіон          | 63,000 |
| «Ганза»                    | Росток        | ДКБ-Арена               | 25,850 |
| «Шальке 04»                | Гельзенкірхен | Паркштадіон             | 70,000 |
| «Санкт-Паулі»              | Гамбург       | Міллернтор-Штадіон      | 20,550 |
| «Штутгарт»                 | Штутгарт      | Готтліб-Даймлер-Штадіон | 53,700 |

## Турнірна таблиця
| Поз | Команда                     | І  | В  | Н  | П  | ГЗ | ГП | РГ  | О  | Кваліфікація або пониження                                 |
| --- | --------------------------- | -- | -- | -- | -- | -- | -- | --- | -- | ---------------------------------------------------------- |
| 1   | «Баварія» (Мюнхен) (C)      | 34 | 20 | 11 | 3  | 68 | 34 | +34 | 71 | Груповий етап Ліги чемпіонів УЄФА 1997—1998                |
| 2   | «Баєр 04»                   | 34 | 21 | 6  | 7  | 69 | 41 | +28 | 69 | Другий кваліфікаційний раунд Ліги чемпіонів УЄФА 1997—1998 |
| 3   | «Боруссія» (Дортмунд)       | 34 | 19 | 6  | 9  | 63 | 41 | +22 | 63 | Груповий етап Ліги чемпіонів УЄФА 1997—1998                |
| 4   | «Штутгарт»                  | 34 | 18 | 7  | 9  | 78 | 40 | +38 | 61 | Перший раунд Кубка володарів кубків 1997—1998              |
| 5   | «Бохум»                     | 34 | 14 | 11 | 9  | 54 | 51 | +3  | 53 | Перший раунд Кубка УЄФА 1997—1998                          |
| 6   | «Карлсруе»                  | 34 | 13 | 10 | 11 | 55 | 44 | +11 | 49 | Перший раунд Кубка УЄФА 1997—1998                          |
| 7   | «Мюнхен 1860»               | 34 | 13 | 10 | 11 | 56 | 56 | 0   | 49 | Перший раунд Кубка УЄФА 1997—1998                          |
| 8   | «Вердер»                    | 34 | 14 | 6  | 14 | 53 | 52 | +1  | 48 | Груповий етап Кубка Інтертото 1997                         |
| 9   | «Дуйсбург»                  | 34 | 12 | 9  | 13 | 44 | 49 | −5  | 45 | Груповий етап Кубка Інтертото 1997                         |
| 10  | «Кельн»                     | 34 | 13 | 5  | 16 | 62 | 62 | 0   | 44 | Груповий етап Кубка Інтертото 1997                         |
| 11  | «Боруссія» (Менхенгладбах)  | 34 | 12 | 7  | 15 | 46 | 48 | −2  | 43 |                                                            |
| 12  | «Шальке 04»                 | 34 | 11 | 10 | 13 | 35 | 40 | −5  | 43 | Перший раунд Кубка УЄФА 1997—1998                          |
| 13  | «Гамбург»                   | 34 | 10 | 11 | 13 | 46 | 60 | −14 | 41 | Груповий етап Кубка Інтертото 1997                         |
| 14  | «Армінія» (Білефельд)       | 34 | 11 | 7  | 16 | 46 | 54 | −8  | 40 |                                                            |
| 15  | «Ганза»                     | 34 | 11 | 7  | 16 | 35 | 46 | −11 | 40 |                                                            |
| 16  | «Фортуна» (Дюссельдорф) (R) | 34 | 9  | 6  | 19 | 26 | 57 | −31 | 33 | Пониження у класі до Другої Бундесліги                     |
| 17  | «Фрайбург» (R)              | 34 | 8  | 5  | 21 | 43 | 67 | −24 | 29 | Пониження у класі до Другої Бундесліги                     |
| 18  | «Санкт-Паулі» (R)           | 34 | 7  | 6  | 21 | 32 | 69 | −37 | 27 | Пониження у класі до Другої Бундесліги                     |

1. 1 2 3  «Боруссія» (Дортмунд) і «Шальке 04» цього ж сезону стали переможцями єврокубків, в яких брали участь, відповідно кавліфікувавшись на наступний сезон як діючі їх володарі. Відповідно місця у Кубку УЄФА, що належали «Боруссії» і «Штутгарту», що кваліфікувався до Кубка володарів кубків, вигравши національний кубок, відійшли до «Карлсруе» і «Мюнхен 1860».

## Результати
| Команда                    | АРМ | БОХ | ВЕР | БРД | ДУЙ | ФОР | ФРГ | ГАМ | КАР | КЕЛ | Б04 | БРМ | М60 | БАВ | ГАН | Ш04 | СТП | ШТТ |
| -------------------------- | --- | --- | --- | --- | --- | --- | --- | --- | --- | --- | --- | --- | --- | --- | --- | --- | --- | --- |
| «Армінія» (Білефельд)      | —   | 3–1 | 3–1 | 2–0 | 1–1 | 1–0 | 2–0 | 1–1 | 1–2 | 1–4 | 0–1 | 0–2 | 2–3 | 2–0 | 1–3 | 0–1 | 1–2 | 2–0 |
| «Бохум»                    | 1–1 | —   | 3–2 | 1–0 | 1–0 | 3–1 | 3–2 | 3–1 | 3–1 | 2–2 | 2–2 | 2–0 | 2–2 | 1–1 | 1–0 | 0–1 | 6–0 | 2–1 |
| «Вердер»                   | 2–1 | 5–1 | —   | 0–4 | 0–2 | 1–0 | 1–0 | 0–0 | 1–0 | 3–2 | 1–1 | 1–0 | 1–1 | 3–0 | 1–1 | 3–0 | 2–1 | 2–2 |
| «Боруссія» (Дортмунд)      | 5–0 | 2–0 | 2–1 | —   | 2–0 | 4–0 | 3–1 | 1–1 | 1–1 | 2–1 | 3–1 | 1–3 | 4–1 | 1–1 | 3–0 | 1–0 | 2–1 | 1–1 |
| «Дуйсбург»                 | 0–0 | 1–1 | 3–2 | 3–2 | —   | 0–0 | 1–4 | 1–1 | 2–2 | 3–0 | 1–3 | 4–2 | 2–3 | 0–4 | 0–1 | 0–1 | 1–0 | 3–1 |
| «Фортуна» (Дюссельдорф)    | 1–2 | 2–2 | 4–1 | 2–0 | 1–1 | —   | 2–1 | 1–1 | 0–3 | 0–3 | 0–0 | 1–0 | 0–0 | 0–2 | 0–2 | 1–3 | 2–0 | 0–4 |
| «Фрайбург»                 | 2–1 | 0–1 | 3–2 | 1–2 | 2–0 | 1–2 | —   | 0–4 | 1–1 | 1–3 | 1–2 | 1–0 | 2–2 | 0–0 | 1–0 | 2–3 | 4–0 | 1–1 |
| «Гамбург»                  | 2–2 | 2–2 | 3–2 | 2–1 | 1–1 | 2–1 | 5–1 | —   | 2–0 | 0–4 | 0–2 | 2–1 | 2–3 | 0–3 | 1–1 | 1–0 | 3–0 | 0–4 |
| «Карлсруе»                 | 5–2 | 2–3 | 1–3 | 1–1 | 1–0 | 2–0 | 3–0 | 3–1 | —   | 4–1 | 1–1 | 1–1 | 3–0 | 0–2 | 1–1 | 0–0 | 4–0 | 0–2 |
| «Кельн»                    | 2–5 | 2–0 | 4–1 | 1–3 | 2–5 | 2–0 | 1–0 | 2–2 | 4–1 | —   | 4–0 | 4–0 | 1–0 | 2–4 | 0–2 | 3–1 | 0–1 | 1–5 |
| «Баєр 04»                  | 1–0 | 2–0 | 2–1 | 4–2 | 1–0 | 0–1 | 5–3 | 5–0 | 3–1 | 4–2 | —   | 3–0 | 3–0 | 5–2 | 4–1 | 2–0 | 3–0 | 0–0 |
| «Боруссія» (Менхенгладбах) | 0–0 | 6–2 | 4–1 | 5–1 | 0–1 | 2–0 | 4–3 | 3–0 | 1–3 | 2–1 | 2–2 | —   | 1–0 | 2–2 | 2–0 | 0–0 | 0–0 | 0–1 |
| «Мюнхен 1860»              | 1–3 | 0–1 | 0–3 | 1–3 | 1–1 | 3–0 | 4–0 | 2–1 | 1–1 | 2–1 | 3–0 | 3–0 | —   | 3–3 | 2–0 | 2–1 | 4–2 | 2–5 |
| «Баварія» (Мюнхен)         | 1–0 | 1–1 | 1–0 | 0–0 | 5–2 | 5–0 | 0–0 | 2–1 | 1–0 | 3–2 | 4–2 | 1–0 | 1–1 | —   | 2–1 | 3–0 | 3–0 | 4–2 |
| «Ганза»                    | 3–1 | 0–0 | 0–1 | 0–1 | 0–1 | 3–1 | 3–1 | 0–1 | 2–2 | 0–0 | 1–0 | 1–0 | 2–4 | 0–3 | —   | 0–1 | 3–1 | 2–2 |
| «Шальке 04»                | 0–0 | 1–1 | 1–1 | 1–3 | 4–0 | 0–1 | 0–2 | 2–0 | 0–1 | 1–1 | 1–2 | 0–0 | 4–1 | 1–1 | 2–0 | —   | 0–0 | 1–0 |
| «Санкт-Паулі»              | 2–3 | 2–1 | 0–3 | 0–1 | 0–2 | 3–0 | 2–0 | 2–2 | 2–4 | 0–0 | 3–1 | 1–3 | 0–0 | 1–2 | 0–1 | 4–4 | —   | 2–1 |
| «Штутгарт»                 | 4–2 | 3–1 | 2–1 | 4–1 | 0–2 | 0–2 | 4–2 | 4–1 | 1–0 | 4–0 | 1–2 | 5–0 | 1–1 | 1–1 | 5–1 | 4–0 | 3–0 | —   |

## Найкращі бомбардири
22 голи
- Ульф Кірстен («Баєр 04»)

21 гол
- Тоні Польстер («Кельн»)

19 голів
- Фреді Бобич («Штутгарт»)

17 голів
- Шон Данді («Карлсруе»)
- Джоване Елбер («Штутгарт»)
- Paulo Sérgio («Баєр 04»)
- Бернгард Вінклер («Мюнхен 1860»)

15 голів
- Андреас Герцог («Вердер»)
- Юрген Клінсманн («Баварія» (Мюнхен))

14 голів
- Джонатан Акпоборі («Ганза»)
- Штефан Кунц («Армінія» (Білефельд))

## Склад чемпіонів
| «Баварія» (Мюнхен) |
| --- |
| Воротарі: Олівер Кан (32); Свен Шоєр (2). Захисники: Маркус Баббель (31 / 1); Лотар Маттеус (28 / 1); Томас Гельмер (к; 24 / 4); Самуель Куффур (22); Маркус Мюнх (11); Олівер Кройцер (9). Півзахисники: Крістіан Нерлінгер (32 / 5); Марсель Вітечек (28 / 3); Маріо Баслер (27 / 8); Крістіан Циге (27 / 7); Мехмет Шолль (23 / 5); Дітмар Гаманн (23 / 1); Томас Штрунц (19 / 1); Франк Герстер (3). Нападники: Юрген Клінсманн (33 / 15); Александер Ціклер (33 / 7); Рудж'єро Ріццителлі (25 / 8); Карстен Янкер (22 / 1); Карстен Лакіс (1). (кількість ігор і голів наведені у дужках) Головний тренер: Джованні Трапаттоні . Був у заявці, але не взяв участі у жодній грі чемпіонату: Бернд Дреєр; Франк Віблісгаузер; Штефан Ляйтль; Маркус Оберляйтнер. Залишили команду по ходу сезону: Маркус Оберляйтнер (до «Фортуни» (Дюссельдорф)). |